# Chicago Bulls
Chicago Bulls är en amerikansk basketorganisation, bildad den 26 januari 1966, vars lag är baserat i Chicago i Illinois och spelar i National Basketball Association (NBA).
Chicago Bulls hade sin storhetstid under 1990-talet, med spelare som Michael Jordan, Scottie Pippen och Dennis Rodman, och tränaren Phil Jackson. Bland annat halvsvenske Joakim Noah har spelat i laget.

## Spelartruppen 2025/2026
Senast uppdaterad: 20 juli 2025.

Alla spelare som har kontrakt med Chicago Bulls. Spelarnas löner är i amerikanska dollar och är vad de skulle få ut om spelarna vore i NBA-truppen under hela säsongen.
| Nr                                |            | Namn             | Pos      | Lön 25/26   |        | Kontrakt | Kom till laget | Kom ifrån                |
| --------------------------------- | ---------- | ---------------- | -------- | ----------- | ------ | -------- | -------------- | ------------------------ |
| 0                                 | USA        | Coby White       | SG/PG    | $12 888 889 | [ 3 ]  | 2026     | 2019           | North Carolina Tar Heels |
| 5                                 | USA        | Jevon Carter     | PG       | $6 809 524  | [ 4 ]  | 2026     | 2023           | Milwaukee Bucks          |
| 7                                 | USA        | Dalen Terry      | PG/SF/SG | $5 399 118  | [ 5 ]  | 2026     | 2022           | Arizona Wildcats         |
| 9                                 | Montenegro | Nikola Vučević   | C        | $21 481 481 | [ 6 ]  | 2026     | 2021           | Orlando Magic            |
| 11                                | USA        | Ayo Dosunmu      | PG       | $7 518 518  | [ 7 ]  | 2026     | 2021           | Illinois Fighting Illini |
| 12                                | USA        | Zach Collins     | C/PF     | $18 080 496 | [ 8 ]  | 2026     | 2025           | San Antonio Spurs        |
| 13                                | USA        | Kevin Huerter    | SG       | $17 991 071 | [ 9 ]  | 2026     | 2025           | Sacramento Kings         |
| 14                                | Litauen    | Matas Buzelis    | SF       | $5 455 560  | [ 10 ] | 2028     | 2024           | NBA G League Ignite      |
| 15                                | USA        | Julian Phillips  | PF/SF    | $2 221 677  | [ 11 ] | 2027     | 2023           | Tennessee Volunteers     |
| 24                                | Frankrike  | Noa Essengue     | PF       | $5 429 520  | [ 12 ] | 2029     | 2025           | Ratiopharm Ulm           |
| 25                                | USA        | Jalen Smith      | PF       | $9 000 000  | [ 13 ] | 2027     | 2024           | Indiana Pacers           |
| 30                                | USA        | Tre Jones        | PG       | $7 407 407  | [ 14 ] | 2028     | 2025           | San Antonio Spurs        |
| 35                                | USA        | Isaac Okoro      | SG/SF    | $11 000 000 | [ 15 ] | 2027     | 2025           | Cleveland Cavaliers      |
| 44                                | USA        | Patrick Williams | PF/SF    | $18 000 000 | [ 16 ] | 2029     | 2020           | Florida State Seminoles  |
| --                                | USA        | Caleb Grill      | PG/SG    | $1 272 868  | [ 17 ] | 2026     | 2025           | Missouri Tigers          |
| --                                | USA        | Wooga Poplar     | SG       | $1 272 868  | [ 18 ] | 2026     | 2025           | Villanova Wildcats       |
| Tvåvägskontrakt                   |            |                  |          |             |        |          |                |                          |
| Nr                                |            | Namn             | Pos      | Lön 25/26   |        | Kontrakt | Kom till laget | Kom ifrån                |
| 20                                | USA        | Emanuel Miller   | SF/PF    | $636 434    | [ 19 ] | 2026     | 2025           | Texas Legends            |
| 47                                | Australien | Lachlan Olbrich  | PF/C     | $636 434    | [ 20 ] | 2026     | 2025           | Canterbury Rams          |
| --                                | Japan      | Yuki Kawamura    | PG       | $636 434    | [ 21 ] | 2026     | 2025           | Memphis Grizzlies        |
| Positioner: PG – SG – SF – PF – C |            |                  |          |             |        |          |                |                          |

### Spelargalleri

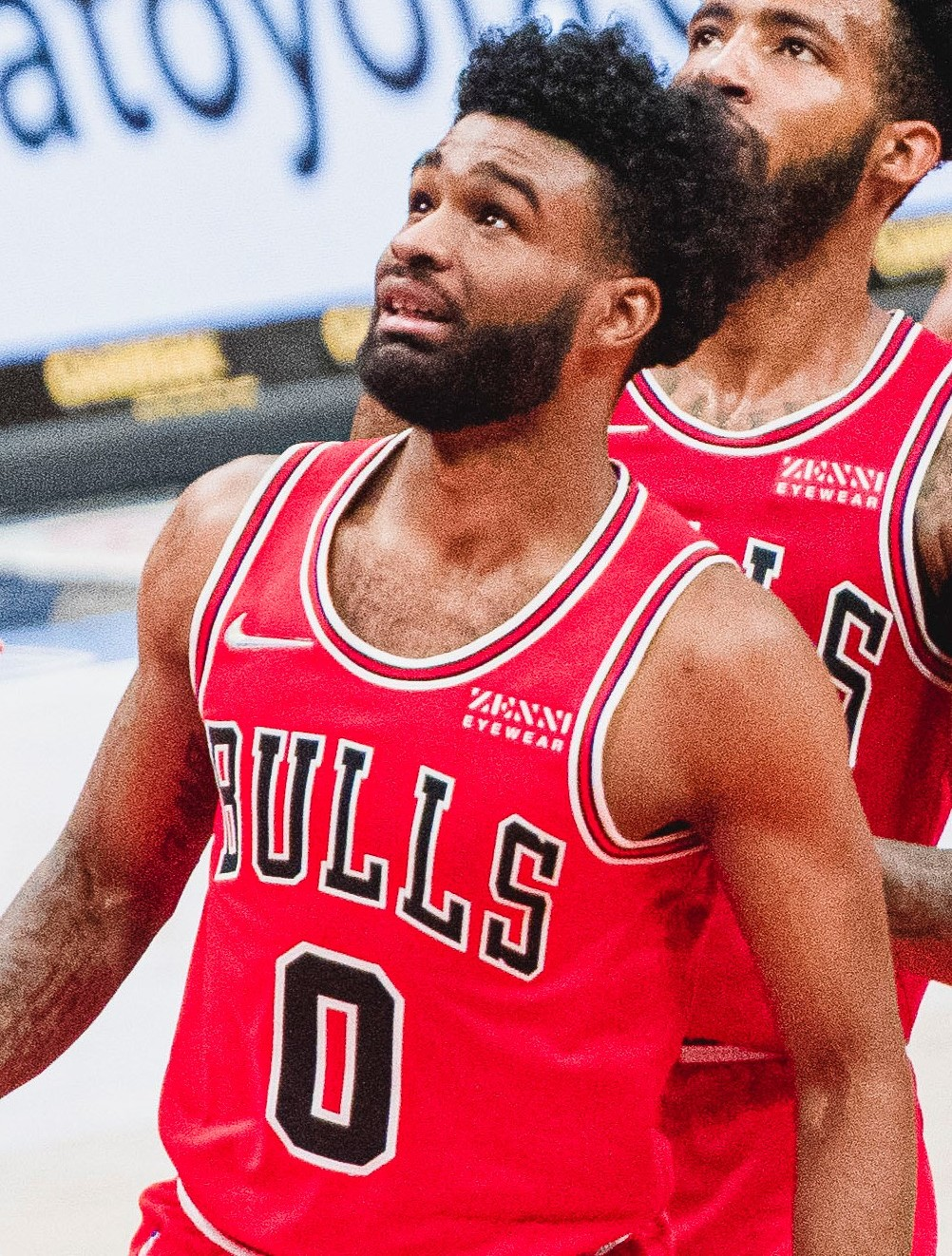
Coby White

## Meriter
- NBA-mästare: 1990/1991, 1991/1992, 1992/1993, 1995/1996, 1996/1997 och 1997/1998.

### Spelarna under dynastiåren
Chicago Bulls brukar beskrivas som ett dynastilag för åren 1990–1993 och 1995–1998, när de dominerade NBA och vann samtliga ligamästerskap. Samtliga säsongsupplagor leddes av tränaren Phil Jackson.
| 1990–1991 - B.J. Armstrong - Bill Cartwright - Horace Grant - Craig Hodges - Dennis Hopson - Michael Jordan - Stacey King - Cliff Levingston - John Paxson - Will Perdue - Scottie Pippen - Scott Williams | 1991–1992 - B.J. Armstrong - Bill Cartwright - Horace Grant - Bob Hansen - Craig Hodges - Dennis Hopson - Michael Jordan - Stacey King - Cliff Levingston - Chuck Nevitt - John Paxson - Will Perdue - Scottie Pippen - Mark Randall - Rory Sparrow - Scott Williams | 1992–1993 - B.J. Armstrong - Ricky Blanton - Bill Cartwright - Joe Courtney - Jo Jo English - Horace Grant - Michael Jordan - Stacey King - Rodney McCray - Ed Nealy - John Paxson - Will Perdue - Scottie Pippen - Trent Tucker - Darrell Walker - Corey Williams - Scott Williams | 1995–1996 - Randy Brown - Jud Buechler - Jason Caffey - James Edwards - Jack Haley - Ron Harper - Michael Jordan - Steve Kerr - Toni Kukoč - Luc Longley - Scottie Pippen - Dennis Rodman - John Salley - Dickey Simpkins - Bill Wennington | 1996–1997 - Randy Brown - Jud Buechler - Jason Caffey - Bison Dele - Ron Harper - Michael Jordan - Steve Kerr - Toni Kukoč - Luc Longley - Robert Parish - Scottie Pippen - Dennis Rodman - Dickey Simpkins - Matt Steigenga - Bill Wennington | 1997–1998 - Keith Booth - Randy Brown - Jud Buechler - Scott Burrell - Jason Caffey - Ron Harper - Michael Jordan - Steve Kerr - Joe Kleine - Toni Kukoč - Rusty LaRue - Luc Longley - Scottie Pippen - Dennis Rodman - Dickey Simpkins - David Vaughn - Bill Wennington |